# بتووروت
بتووروت (به انگلیسی: (Betuweroute)) نام رسمی و اداری یک راه آهن دو خطه برقی باری ۱۶۰ کیلومتری از رتردام هلند تا آلمان است. این راه آهن یکی از پرهزینه‌ترین و پربحث‌ترین پروژه‌های آلمان بوده که تاکنون ساخته شده‌است.

## تاریخچه
تحقیقات اولیه این پروژه غرب به شرق از سال ۱۹۸۵ توسط کمیسیون ون آغاز شد. در سال ۱۹۹۲ دولتهای آلمان و هلند پیمانی مبنی بر افزایش ترافیک ریلی به ویژه در خصوص رشد ترافیک از آمستردام و رتردام به دویسبورگ امضا کردند. کار بر روی قسمت هلندی خط از سال ۱۹۹۸ آغاز شده و با دو سال تأخیر در اواسط سال ۲۰۰۷ با هزینه ۴٫۷ میلیارد یورویی به پایان رسید که این مبلغ بیش از دو برابر هزینه برآورد شده اولیه(۲٫۳ میلیارد یورو) بوده‌است.
مدیران پروژه امیدوارند طی پنج سال، ترافیک روزانه به‌طور متوسط به سیر ۱۵۰ قطار برسد. با توجه به مشکلات تجهیزات ایمنی و اتصال ناتمام در بخش آلمانی، ترافیک در سال ۲۰۰۷ پایین بود، اما ترافیک طی سال‌های ۲۰۰۸ تا ۲۰۱۱ به شدت افزایش یافت به طوری که ۷۸ درصد از کل قطارهای باری بین رتردام و مرز آلمان از طریق این خط آهن تردد کرده‌اند. از سال ۲۰۰۹ قطارهای شش هزار تنی که سنگین‌ترین قطار در هلند و آلمان بودند سنگ آهن را از طریق همین خط بین رتردام و آلمان جابجا می‌کردند.

## بحثها و تنشها
قبل و در طول ساخت این راه آهن بسیاری از مردم، کارشناسان و سیاستمداران مانند اعضای پارلمان هلند مخالف این پروژه بودند. حتی در بودجه اصلی برآورد شده ۲٫۳ میلیارد یورویی نیز بحثهای زیادی در مورد کارایی اقتصادی آن به وجود آمد. امیدها برای جذب سرمایه‌گذاری خصوصی از بین رفت و حتی در سال ۲۰۰۷ دادگاه حسابرسی، پس از بررسی هزینه‌ها و اثرات زیست‌محیطی طرح اعلام کرد که گسترش حمل و نقل رودخانه باید به عنوان جایگزین مطرح باشد چرا که معتقد بود حمل و نقل رودخانه در اروپا ارزانتر، انعطاف‌پذیرتر و مدرنتر است. از سویی دیگر ترس از بین رفتن مناطق طبیعی هم وجود داشت. این خط از میان روستاها و شهرهای کم جمعیت با مزارع بکر و کلاسیک عبور می‌کند و فشار مخالفان، پروژه را مجبور به احداث تونلهای اضافی کرد که این کار باعث افزایش هزینه‌های طرح شد. نگرانی دیگر در مورد نشت مواد شیمیایی خطرناک و تکه‌تکه شدن زیستگاه حیوانات بود که مخاطرات زیست‌محیطی را به همراه داشت که در پاسخ به این نگرانیها پانلهای عایق صدا و تونلها و معابر حیات وحش در مسیر پروژه ساخته شد.

## زیرساختها
تغذیه الکتریکی مسیر با استفاده از ولتاژ ۲۵ کیلوولت متناوب و مطابق استاندارد ERTMS2 می‌باشد. این استاندارد مطابق با جدیدترین استاندارد اروپاست، با این حال لکوموتیوهای قبلی هلندی که با استفاده از ولتاژهای مختلف کار می‌کردند قادر به استفاده از این خط نبودند. بخش آلمانی نیز با استانداردهای جدید ذکر شده منطبق نبود، بنابراین قابلیت استفاده از این خط به شدت پایین بود. نخستین لکوموتیوها با استاندارد جدید در دسامبر ۲۰۰۷ تحویل شد. تونلها، پلها و دیگر بخش‌های این راه آهن با ۴ متر عرض و ارتفاع ۶٫۱۵ متر طراحی شده‌اند که اجازه بارگیری کانتینرهای دو طبقه را نیز می‌دهد. ارتفاع مناسب سیستم بالا سری و پانتوگراف نیز حمل بارهای با کانتینر دو طبقه را میسر کرده‌است. مجموع پانلهای عایق صدا در هر دو طرف خط بوده و طول آن برابر با طول خط می‌باشد. این خط در طول مسیر خود پنج تونل و چند بخش مسقف دارد که مجموع طول آن‌ها به ۲۰ کیلومتر می‌رسد. از دیگر مشخصات این طرح وجود ۱۹۰ معبر برای عبور وحوش، ۱۳۰ پل و عدم وجود گذرگاه هم سطح اشاره کرد. زمای که سیستم سیگنالیک بخش المانی و همچنین سایر زیرساختها آماده شد، در هر مسیر این راه آهن دو خطه، ظرفیت حرکت ده قطار در هر ساعت فراهم می‌شود.

## زیرساختهای جانبی
سه پایانه کانتینری، احداث پل سه کیلومتری بجای پل قدیمی (که به عنوان پل پشتیبان مسیر در نظر گرفته شده‌است)، احداث تونل جهت پرهیز از سر و صدا در پارک شهر در ایستگاه راه آهن بارن‌درخت و احداث تونل ۲٫۷ کیلومتری با دربهای قفل دار جهت ممانعت از ورود آب و سیل احتمالی از جمله زیرساختهای این طرح به شمار می‌روند.

## تعرفه
تعرفه این راه آهن برخلاف تعرفه شبکه راه آهن هلند بر حسب وزن قطار نبوده و بر حسب فاصله قطار است. بین سال‌های ۲۰۰۸ تا ۲۰۱۱ این تعرفه از ۱٫۴۱ یورو به ازای هر کیلومتر قطار به ۲٫۳۳ یورو به ازای هر کیلومتر قطار افزایش یافته‌است.

## آمار
تعداد قطارهای عبوری از این خط آهن در فصول سال ۲۰۰۸ با رشدی متناوب به ترتیب ۱۰۰۰، ۱۲۰۰، ۱۲۵۰ و ۱۹۰۰ بوده‌است که این رشد طی سال ۲۰۰۹ نوسانی شده و به تعداد ۲۳۵۰، ۲۲۰۰، ۲۳۰۰ و ۳۰۰۰ رسیده است. مجدداً در سال ۲۰۱۰ تعداد قطارها در فصول مختلف به ترتیب به ۳۹۰۰، ۴۳۰۰، ۴۴۰۰ و ۵۰۰۰ به رشد متناوب خود ادامه داده است.